# Episodi di Shadowhunters (seconda stagione)
La seconda stagione della serie televisiva Shadowhunters, composta da 20 episodi, è trasmessa in prima visione negli Stati Uniti sul canale Freeform in due parti separate: la prima metà è andata in onda dal 2 gennaio 2017, mentre la seconda metà è stata trasmessa dal 5 giugno 2017; sono poi state riunite in un'unica stagione..
In Italia gli episodi della stagione vengono pubblicati settimanalmente su Netflix il giorno dopo la messa in onda statunitense.
| n° | Titolo originale                   | Titolo italiano                | Prima TV USA     | Pubblicazione Italia |
| -- | ---------------------------------- | ------------------------------ | ---------------- | -------------------- |
| 1  | This Guilty Blood                  | Sangue malefico                | 2 gennaio 2017   | 3 gennaio 2017       |
| 2  | A Door Into the Dark               | Una porta sulle tenebre        | 9 gennaio 2017   | 10 gennaio 2017      |
| 3  | Parabatai Lost                     | Parabatai                      | 16 gennaio 2017  | 17 gennaio 2017      |
| 4  | Day of Wrath                       | Dies irae                      | 23 gennaio 2017  | 24 gennaio 2017      |
| 5  | Dust and Shadows                   | Polvere e ombre                | 30 gennaio 2017  | 31 gennaio 2017      |
| 6  | Iron Sisters                       | Sorelle di ferro               | 6 febbraio 2017  | 7 febbraio 2017      |
| 7  | How Are Thou Fallen                | Come mai sei caduto            | 13 febbraio 2017 | 14 febbraio 2017     |
| 8  | Love Is a Devil                    | L'amore è un demonio           | 20 febbraio 2017 | 21 febbraio 2017     |
| 9  | Bound by Blood                     | Legami di sangue               | 27 febbraio 2017 | 28 febbraio 2017     |
| 10 | By the Light of Dawn               | Alle luci dell'alba            | 6 marzo 2017     | 7 marzo 2017         |
| 11 | Mea Maxima Culpa                   | Mea Maxima Culpa               | 5 giugno 2017    | 6 giugno 2017        |
| 12 | You Are Not Your Own               | Un bene superiore              | 12 giugno 2017   | 13 giugno 2017       |
| 13 | Those of Demon Blood               | Quelli con il sangue di demone | 19 giugno 2017   | 20 giugno 2017       |
| 14 | The Fair Folk                      | Il regno fatato                | 26 giugno 2017   | 27 giugno 2017       |
| 15 | A Problem of Memory                | Un problema di memoria         | 10 luglio 2017   | 11 luglio 2017       |
| 16 | Day of Atonement                   | Il giorno dell'espiazione      | 17 luglio 2017   | 18 luglio 2017       |
| 17 | A Dark Reflection                  | Un oscuro riflesso             | 24 luglio 2017   | 25 luglio 2017       |
| 18 | Awake, Arise, or Be Forever Fallen | Risveglio o dannazione eterna  | 31 luglio 2017   | 1º agosto 2017       |
| 19 | Hail and Farewell                  | Salute e addio                 | 7 agosto 2017    | 8 agosto 2017        |
| 20 | Beside Still Water                 | Ad acque tranquille            | 14 agosto 2017   | 15 agosto 2017       |

## Sangue malefico
- Titolo originale: This Guilty Blood
- Diretto da: Matt Hastings
- Scritto da: Michael Reisz

### Trama
Jace è scomparso, tenuto prigioniero su una nave da Valentine, che lo tortura fisicamente e mentalmente.
Nel frattempo, mentre tutti lo stanno cercando, all'Istituto di New York arriva Victor Aldertree, rappresentante del Clave, per assumere il comando e dopo aver interrogato tutti gli Shadowhunters, emette un ordine di cattura "vivo o morto" per Jace, dichiarandolo un traditore. Clary, Isabelle ed Alec vengono esclusi dalla missione e non possono fare altro che cercare di salvare la vita di Jace di nascosto. Clary, dopo essere riuscita ad "evadere" dall'Istituto assumendo le sembianze di Aldertree, chiede aiuto a Luke e Simon. Alec, dopo un confronto con la madre, si rifugia da Magnus per provare a rintracciare il suo parabatai tramite la loro runa, ma prima che possano iniziare percepisce che Jace è tornato sulla terra ferma.
Valentine, per convincere il figlio ad unirsi alla sua causa di sterminare i Nascosti, lo porta a Brooklyn in un covo di vampiri che si nutrono di umani infrangendo la legge dove Jace li uccide. Jocelyn, da poco risvegliata, assiste e cerca di ucciderlo. Valentine lo protegge e entrambi tornano alla nave attraverso un portale. 
- Ascolti USA: 1.19 milioni[5]

## Una porta sulle tenebre
- Titolo originale: A Door Into the Dark
- Diretto da: Andy Wolk
- Scritto da: Y. Shireen Razack

### Trama
Tornate all'istituto Clary parla con Jocelyn, che rivela alla figlia gli esperimenti con sangue di demone fatti su Jace ancora prima della sua nascita. Clary decide quindi di scappare dall'Istituto e di rifugiarsi all'Accademia di belle arti di Brooklyn. Qui viene trovata da Luke e Jocelyn che non riescono però a impedire il suo rapimento da parte di Dot, che la porta sulla nave di Valentine.
Nel frattempo Simon viene minacciato da Raphael, che lo lascia con la missione di consegnare Camille al Clave. Simon si rivolge quindi a Magnus, ex-amante di Camille, con cui riesce a recuperare una scatola molto preziosa per la vampira.
Alec ed Isabelle invece investigano i numerosi rapimenti tra i migliori combattenti della città per riuscire ad arrivare a Valentine. Riescono ad accerchiare un membro del Circolo, ma questo si suicida di fronte ai loro occhi pur di non rivelare informazioni. Tornati all'Istituto incontrano Jocelyn, che con una pietra di Adamas rivela di poter stabilire un contatto tra Jace ed Alec grazie al loro legame parabatai.
Mentre Clary e Jace fuggono dalla nave di Valentine, con l'aiuto di Dot, l'incantesimo non va a buon fine ed Alec si sente male. 
- Ascolti USA: 0,75 milioni[6]

## Parabatai
- Titolo originale: Parabatai Lost
- Diretto da: Gregory Smith
- Scritto da: Peter Binswanger

### Trama
La vita di Alec è appesa ad un filo e Magnus sta facendo di tutto per aiutarlo.
Dopo essere saltati dalla nave di Valentine, Clary perde Jace e ritorna all'Istituto. Jace, invece, si sveglia sulla spiaggia vicino al cadavere di un lupo mannaro, il clan di quest'ultima credendolo l'assassino, gli dà la caccia, soprattutto una lupa di nome Maia.
Isabelle fa un patto con Aldertree per trovare Jace e salvare la vita di Alec e, dopo essersi messa in contatto con Jace, gli dice di incontrarla al loft di Magnus, dove lo stregone ha portato Alec che intanto rivive i suoi ricordi con il suo parabatai.
Simon nel frattempo cerca sua madre e vorrebbe rivelarle di essere diventato un vampiro.
Jace riesce a salvare il suo parabatai, prima che Aldertree arrivi e lo arresti. 
- Ascolti USA: 0,81 milioni[7]

## Dies irae
- Titolo originale: Day of Wrath
- Diretto da: Joe Lazarov
- Scritto da: Jamie Gorenberg

### Trama
Jace è rinchiuso nella prigione nella Città di Ossa, nella cella vicino ad Hodge.
Clary aiuta Alec e Isabelle a cacciare un potente demone che si impossessa delle persone e, nutrendosi della loro rabbia, uccide, senza lasciare nessun ricordo dell'orribile gesto compiuto ai malcapitati. Il demone, tramite un cadavere, riesce ad infiltrarsi nell'istituto e qui comincia a mietere la prima vittima.
Nel frattempo Aldertree tortura Raphael per scoprire se il suo clan infrange la legge nutrendosi di sangue umano. Raphael ferito e in fin di vita va da Magnus che lo cura. Successivamente arriva anche Simon, con la scatola rubata a Camille che non riesce ad aprire, e Raphael gli rivela che si tratta della terra della tomba della vampira che può essere utilizzata per richiamarla. Magnus la richiama e Camille viene messa nelle mani del Clave.
Clary, dopo aver setacciato l'Istituto trova Alec con una mano ricoperta di sangue e scopre il cadavere della madre, Jocelyn, nella sua camera. Motivata Clary inizia nuovamente a cacciare il demone (introdotto nell’Istituto da Valentine) che riesce ad uccidere dopo aver abbandonato il corpo di Isabelle.
Aldertree conduce il processo a Jace, ma quest'ultimo non è capace di giurare lealtà al Clave. Quando la Città di Ossa viene attaccata da Valentine per rubare la Spada dell'Anima, Jace non insegue Valentine, ma resta per salvare la vita di Aldertree, guadagnandosi la libertà.
- Ascolti USA: 0,64 milioni[8]

## Polvere e ombre
- Titolo originale: Dust and Shadows
- Diretto da: Salli Richardson-Whitfield
- Scritto da: Zac Hug

### Trama
Jace è stato liberato dalla Città di Ossa, ma adesso Valentine ha sia la Coppa Mortale che la Spada dell'Anima. Aldertree non è convinto della sua lealtà e lo bandisce da tutte le missioni sul campo.
Clary si rifiuta di accettare la morte della madre e cerca uno stregone che la possa riportare in vita. Si fa quindi accompagnare da Alec, che si sente responsabile per la morte di Jocelyn, a conoscere una maga di nome Iris. Dopo aver stretto un patto di sangue, il rito inizia, ma ripensando alle possibili conseguenze Clary lo interrompe. Ha già però stretto il patto e deve quindi il pagamento a Iris, che la rinchiude nel seminterrato per essere usata come madre surrogata di un bambino metà demone e metà Shadowhunter. Jace, Isabelle ed Alec arrivano per salvarla, ma Clary riesce ad uccidere il demone da sola con una runa che lei stessa crea.
Nel frattempo la ferita di Isabelle non guarisce, Aldertree le prescrive quindi una droga chiamata yin fen per curarla. Simon si trasferisce nuovamente nella casa della madre e le confessa di essere stato trasformato in un vampiro.
Infine, gli Shadowhunter si riuniscono per celebrare il funerale di Jocelyn e dei Fratelli Silenti morti durante l'attacco del demone e di Valentine.
- Ascolti USA: 0,58 milioni[9]

## Sorelle di ferro
- Titolo originale: Iron Sisters
- Diretto da: Mike Rohl
- Scritto da: Allison Rymer

### Trama
Simon e Maia si uniscono per cercare Luke, scomparso dopo la morte di Jocelyn, sua compagna.
Alec e Magnus hanno finalmente occasione di avere il loro primo appuntamento.
Aldertree chiede a Isabelle di spiare Clary durante la loro missione dalle Sorelle di Ferro. Qui incontrano Cleophas, la sorella di Luke, che le sottopone a un test per verificare la loro purezza e lealtà. Clary passa il test senza problemi, mentre Isabelle resta quasi uccisa nel processo a causa dello yin fen. Le sorelle di ferro le riveleranno che lo yin fen che utilizza regolarmente, non la aiuta a guarire, ma è solo una droga creata dal veleno dei vampiri che causa una forte dipendenza. Cleophas rivela a Clary che la Spada dell'Anima ha un'altra funzione: può uccidere creature con sangue di demone, inclusi i Nascosti. Clary le mostra quindi la runa che ha creato e le rivela la sua teoria che sia stata la madre a mostrargliela. Isabelle, nascosta, vede i poteri di Clary, ma non lo dice ad Aldertree. 
Luke viene convinto da Simon e Maia a tornare in città per riabbracciare e stare accanto a Clary.
Più tardi, Cleophas uccide Magdelena, una Sorella di Ferro, e rivela la sua runa del Circolo.
- Ascolti USA: 0,65 milioni[10]

## Come mai sei caduto
- Titolo originale: How Are Thou Fallen
- Diretto da: Ben Bray
- Scritto da: Hollie Overton

### Trama
Cleophas, in fuga, arriva al covo di Valentine e gli rivela che Clary può creare nuove rune non presenti sul Libro Grigio, ma lui non le crede senza prove. Cleophas quindi si avvicina a Luke e Clary, fingendosi una vittima di Valentine, ma suo fratello non le crede e, per difendere quella che considera sua figlia, decide di consegnare la sorella al Clave. Clary nel frattempo è l'unica a sentire delle grida umane ed è convinta che la causa sia Valentine.
Alec, dopo essere tornato da un altro appuntamento con Magnus a Tokyo, regala a quest'ultimo un omamori; vengono però interrotti da Jace, in dolce compagnia, dopo essere stato forzato da Aldertree ad abbandonare l'Istituto. Simon, sulla strada per il primo appuntamento con Maia, incontra Jace che gli insegna a fare colpo sulle ragazze assumendo un comportamento distaccato, che però non piace a Maia. Isabelle, che sprona Alec a passare la notte con Magnus, dipendente dallo yin fen, fa di tutto per trovarne altro, fino a mettere in pericolo la sua vita con un gruppo di vampiri.
Dopo che Cleophas convince Clary ad andare a cercare Valentine, la Shadowhunter sente nuovamente delle grida e la Sorella di Ferro le confida che è il lamento di un angelo, catturato e torturato da Valentine. Cleophas aperti gli occhi sulla crudeltà dell'uomo, aiuta Clary, Luke e Jace a salvare l'angelo. Quest'ultimo, dopo essere stato liberato, mostra a Clary e Jace la visione di un demone prima di ascendere al cielo.
- Ascolti USA: 0,55 milioni[11]

## L'amore è un demonio
- Titolo originale: Love is a Devil
- Diretto da: Catriona McKenzie
- Scritto da: Y. Shireen Razack

### Trama
Raphael salva Isabelle dalle grinfie di un gruppo di vampiri e, viste le pessime condizioni della Shadowhunter, la morde per darle sollievo. All'Istituto Alec viene incaricato di organizzare la festa per la prima runa del fratellino Max e, per dimostrare le sue serie intenzioni con Magnus, decide di organizzarla al suo loft. Simon, convinto da Maia, confessa finalmente i suoi sentimenti a Clary.
Durante la festa gli invitati iniziano ad avere comportamenti strani: Clary vede Simon baciare Maia; Jace aggredisce Maryse, pensando di essere in pericolo di vita; Alec, dopo una discussione con Clary, minaccia di lanciarsi dal cornicione. Magnus capisce quindi che un altro stregone sta giocando con le loro paure, provocando loro delle allucinazioni. Dopo aver salvato la vita di Alec per poco ed aver utilizzato il suo grimorio per annullare l'incantesimo, il libro sparisce misteriosamente. Magnus controlla tutti gli invitati per poi scoprire che la maga, Iris, colpevole della confusione, si era infiltrata alla festa trasformata in un gatto rosso. Durante lo scontro Iris rivela che Valentine ha rapito Madzie, sua figlia e incarica Clary di cercarla, prima di essere spedita dal Clave.
Infine, Clary rivela a Magnus la sua connessione mentale con l'angelo, scoprendo così di avere puro sangue angelico. 
- Ascolti USA: 0,67 milioni[12]

## Legami di sangue
- Titolo originale: Bound by Blood
- Diretto da: Matt Hastings
- Scritto da: Peter Binswanger

### Trama
Clary è sotto l'effetto di una magia da patto di sangue chiamata "carne bruciata" che parte dalla mano e arriva al cuore, provocando la morte. Si mette quindi alla ricerca di Madzie con Simon e Jace, per annullarla. Nel frattempo nel mondo del Nascosti, i rappresentanti giungono alla conclusione che è meglio uccidere Clary che lasciarla cadere nelle mani di Valentine e rischiare che quest'ultimo attivi la Spada dell'Anima.
Isabelle continua a frequentare Raphael per poter ottenere il veleno del vampiro. Magnus, venuto a conoscenza della dipendenza di Izzy, lo riferisce ad Alec che, infuriato, attacca il vampiro. Raphael afferma di provare qualcosa per Izzy.
Jace, sulle tracce di Madzie, incontra Valentine. Riesce a minacciarlo ed a salvare la sorella, ma caduti nella trappola, Madzie rapisce Clary grazie alla sua magia.
Durante la missione di recupero Alec prende il controllo dell'Istituto minacciando Aldertree di rivelare al clave di aver somministrato a Izzy veleno di vampiro.
Nello scontro finale, Jace libera Clary ma Simon viene preso in ostaggio da Valentine.
- Ascolti USA: 0,52 milioni[13]

## Alle luci dell'alba
- Titolo originale: By the Light of Dawn
- Diretto da: Joshua Butler
- Scritto da: Darren Swimmer & Todd Slavkin

### Trama
Magnus, venuto a conoscenza della visione dell'angelo, rivela che Jace potrebbe essere l'unico che può distruggere la Spada dell'Anima grazie al suo sangue demoniaco.
Valentine, grazie a Madzie, invade l'Istituto e lancia un ultimatum a Clary: o lei attiva la Spada o Simon muore dissanguato. Clary decide quindi di raggiungere Simon e darle il suo sangue per salvarlo, ma l'illusione scompare e si rivela che Jace aveva preso l'aspetto di Clary per ingannare Valentine. Nel frattempo i seguaci del Circolo sono riusciti a catturare la vera Clary e a portarla alla Spada dell'Anima, ma Simon interviene in tempo. Jace, pronto a sacrificare la sua vita, afferra la Spada per distruggerla, ma in realtà la attiva. Caduta nelle mani di Valentine, quest'ultimo la utilizza per uccidere tutti i Nascosti (vampiri, licantropi e seelie) venuti all'Istituto per fermarlo, compreso Alaric. Sopravvive solamente Simon.
Mentre Valentine cerca di fuggire, Jace lo confronta e gli viene rivelato, grazie all'influenza della Spada, che Jace non è realmente suo figlio e non ha sangue di demone, ma puro sangue angelico. Clary riesce ad afferrare la Spada ed a disattivarla con una runa, ma mentre aiuta Jace ad arrestare Valentine, essa viene rubata.
Infine, Alec, preoccupato che Magnus sia rimasto vittima di Valentine, dopo averlo trovato, gli confessa il suo amore, ricambiato.
Simon, scoperto di poter esporsi al sole, lo rivela a Clary. Jace, osservandoli, deve pensare se rivelare o meno a Clary che non sono davvero fratello e sorella. 
- Ascolti USA: 0,64 milioni[14]

## Mea Maxima Culpa
- Titolo originale: Mea Maxima Culpa
- Diretto da: Matt Hastings
- Scritto da: Michael Reisz

### Trama
Clary e Simon sfruttano la nuova condizione di Diurno di quest'ultimo per uscire insieme alla luce del giorno. Jace si rifiuta di confessare a Clary che non è suo fratello, per non rovinare la sua nuova relazione con Simon. Nel frattempo, l'Inquisitrice Herondale tortura Valentine con una runa, per sapere dove si trova la Coppa Mortale, ma lui non cede; si parla anche di una terza reliquia, lo Specchio Mortale, che l'Inquisitrice considera una favola.
Izzy è in astinenza da yin fen. Fuggita dall'Istituto cerca di farsi mordere da Raphael, ma lui si rifiuta e riferisce l'accaduto ad Alec. Sulla strada di casa Izzy incontra Azazel, un demone superiore che sta seminando il panico tra le strade di New York alla ricerca della Coppa Mortale. Izzy viene salvata da Sebastian Verlac, un giovane Shadowhunter proveniente da Londra che la aiuta anche con la sua dipendenza.
Valentine costringe Jace a rivelare a Clary la verità sulla loro parentela, cioè che non sono fratelli, e Clary rimane sconvolta dalla notizia. Raphael, nel frattempo, viene a sapere che Simon è diventato un Diurno e vuole sapere come ha fatto.
Magnus e Alec credendo Izzy nelle mani di Azazel, decidono di invocarlo, ma il demone si infuria e rompe le protezioni magiche, attaccandoli. Solo Jace, attivando una runa senza utilizzare il suo stilo, riuscirà a farlo scappare.
- Ascolti USA: 0,71 milioni[15]

## Un bene superiore
- Titolo originale: You Are Not Your Own
- Diretto da: Bille Woodruff
- Scritto da: Jamie Gorenberg

### Trama
Si scopre che Azazel, durante l'attacco a Magnus e Valentine, era riuscito a scambiare i loro corpi. Azazel, quindi, chiede a Valentine di usare la magia di Magnus per consegnargli la Coppa Mortale, ma ovviamente lo Shadowhunter non sa come utilizzarla.
Izzy accompagna Sebastian all'Istituto per aiutare con la ricerca di Azazel, data la sua specializzazione in Demoni Superiori. Alec contatta Magnus per chiedere aiuto nella localizzazione, ma lo stregone si rifiuta in modo strano e quindi decide di fargli visita. Arrivato al loft Alec trova anche Azazel, che riesce a colpire nel suo punto debole con una freccia e a ucciderlo.
In prigione, Valentine cerca di convincere Alec che lui è il vero Magnus Bane raccontandogli dettagli intimi della loro relazione. Alec non riesce a credergli del tutto, ma pochi attimi prima dell'esecuzione del falso Valentine, quello vero, nel corpo di Magnus, si presenta come ologramma nella cella e rivela all'Inquisitrice Herondale dei dettagli sulla morte di suo figlio. Inoltre afferma che Jace è suo nipote e che se non gli consegnano il suo vero corpo, Jace verrà ucciso.
Magnus riesce a recuperare il suo corpo e Clary, ritrovate le sue abilità di disegnare nuove rune grazie a Sebastian, rinchiude nuovamente il padre.
Jace riceve dalla nonna un anello appartenente alla famiglia Herondale, una delle più importanti tra i membri del Clave.
- Ascolti USA: 0,55 milioni[16]

## Quelli con il sangue di demone
- Titolo originale: Those of Demon Blood
- Diretto da: Michael Goi
- Scritto da: Zac Hug

### Trama
All'istituto iniziano ad arrivare sempre più cadaveri di Shadowhunters con le rune strappate, uccisi da lupi mannari, vampiri, Seelie e stregoni. Si pensa dunque a una vendetta dei Nascosti per quanto successo con la Spada Mortale a causa di Jace. Per questo, Clary e Alec si recano dai loro compagni Nascosti per ottenere il loro dna in modo da poterli scagionare, ma Magnus si arrabbia con Alec per la sua diffidenza. Clary viene aggredita mentre ritorna all'Istituto, ma viene salvata da Simon, il quale però non riesce a vedere il volto del colpevole.
Jace intanto, deve fare i conti con il fatto di essere un Herondale, aiutato da sua nonna, l'inquisitrice, che alla sua partenza affida a Jace il comando dell'istituto, nonostante il diretto interessato avesse proposto Alec. L'inquisitrice lo disprezza però per via della sua relazione con Magnus.
Dopo un ulteriore omicidio, l'inquisitrice ordina di apporre dei microchip GPS su ogni Nascosto, con l'appoggio di Jace, che si reca all'Hunter's Moon per eseguire gli ordini. Lì viene attaccato da Maia. Clary si sveglia nell'infermeria dell'Istituto e scopre che Simon è stato rinchiuso dall'Inquisitrice, la quale nel frattempo ha anche arrestato Maia sulla base di accuse di omicidi infondate.
Isabelle si reca da Raphael, il quale le rivela che la caccia agli Shadowhunter potrebbe essere un piano elaborato da Meliorn e Camille, così si mettono sulle tracce di Meliorn e scoprendo che non è lui il vero assassino, ma la scomparsa di Max, che aveva seguito la sorella, li conduce da Kaelie: la vera colpevole degli omicidi.
Dopo la partenza dell'inquisitrice, Jace libera Simon e Maia e nomina al suo posto Alec a capo dell'Istituto. Alec ordina di togliere i microchip a tutti i Nascosti e fa pace con Magnus. Jace, per provare che non è più innamorato di Clary, passa la notte con Maia.
- Ascolti USA: 0,59 milioni[17]

## Il regno fatato
- Titolo originale: The Fair Folk
- Diretto da: Chris Grismer
- Scritto da: Taylor Mallory

### Trama
Alec invia Clary e Jace in una missione alla Corte Seelie per esaminare la possibilità che Kaelie avesse avuto complici nella sua furia omicida, ma Simon insiste a unirsi a loro. Alla corte, la Regina Seelie mette una trappola di vite su Simon e Jace, l'unico modo per liberarli spetta a Clary baciando quello che più desidera. Prima bacia Simon, ma questo non funziona, e quando bacia Jace, li libera, ma Simon se ne va, ferito. Clary cerca di ragionare con lui più tardi, ma il ragazzo si rifiuta di vederla; tornata all'Istituto, Clary si rifiuta di parlare con Jace.
All'Istituto, Alec inizia le riunioni con i rappresentanti dei Nascosti: un incontro settimanale con rappresentanti degli stregoni (Magnus), dei vampiri (Raphael), dei seelie (Meliorn) e dei licantropi (un Luke molto riluttante). Luke non crede che gli Shadowhunters abbiano fatto abbastanza per cambiare il loro atteggiamento nei confronti dei Nascosti, quindi quando un misterioso individuo lo contatta su un telefono, trovato da Luke nella sua auto, per chiedere aiuto per uccidere Valentine, lui accetta di aiutarlo, ma è fermato da Sebastian e Alec che decidono di non fare rapporto al Clave.
Maryse è tornata in città, e dice a Alec e Isabelle che Robert l'ha tradita. Isabelle rivela che lei lo sapeva da un po' di tempo e chiede a sua madre di lasciarlo, dicendo che è degna di vero amore. Isabelle confessa la sua precedente dipendenza da yin fen, Maryse lo accetta e le dice che deve combattere per il suo amore.
Sebastian dice a Raphael che il suo amore per Isabelle è dovuto solo alla dipendenza da Yin Fen e che non è bene per lei. Quando Isabelle chiede a Raphael di perseguire una relazione con lei, si rifiuta, ripetendo che non è buono per lei.
L'episodio finisce con Sebastian che suona il pianoforte, lo stesso pezzo di Chopin che Jace ha suonato all'inizio dell'episodio; su una sedia della sua stanza si trovano diversi telefoni, fra cui quello che aveva Luke. Un rumore proviene dall'armadio di Sebastian, lui lo apre e si rivela essere un uomo legato, a cui Sebastian dice di stare tranquillo o lo punirà di più.
- Ascolti USA: 0,67 milioni[18]

## Un problema di memoria
- Titolo originale: A Problem of Memory
- Diretto da: Peter DeLuise
- Scritto da: Allison Rymer

### Trama
Simon deluso va in un bar per Nascosti dove incontra Quinn e i due bevono del plasma, ma quando finisce Simon ne vuole ancora. Vanno quindi in una "Zona Grigia" luogo segreto in cui i mondani che sanno dell'esistenza dei vampiri si fanno mordere per raggiungere piacere reciproco.
Alec si sveglia in un letto vuoto e vede che Magnus è in difficoltà, ma Magnus non vuole spiegare perché. All'Istituto, Izzy vede Clary che sta cercando di raggiungere Simon e le consiglia di dargli un po' di tempo.
Simon si sveglia insanguinato e in preda al panico. Clary intanto lo ha raggiunto al suo rifugio per cercare di scusarsi, ma Simon interrompe la relazione perché Clary non lo ama come lui ama lei. Nel frattempo una ragazza della "Zona Grigia", viene trovata morta, dissanguata tramite buchi ai piedi e con le impronte digitali di Simon sul braccialetto. Luke fa visita a Simon chiedendo se lui c'entri qualcosa ma Simon, dopo aver negato tutto, scappa via credendosi colpevole. Infatti non ricorda nulla della sera precedente.
Mentre gli Shadowhunters si preparano a trasferire Valentine a Idris, Izzy chiede a Alec se Magnus li aiuterà nella creazione di un portale. Alec dice di no sapendo che Magnus è disturbato da qualcosa.Izzy consiglia a suo fratello di parlare con il suo ragazzo e convincerlo, perché è lui il migliore.
La cugina di Sebastian, Aline, arriva all'Istituto di New York per sapere come mai il parente è fuggito all'improvviso. Lui le risponde dicendole che si vergognava per la sua dipendenza da yin fen e lei lo invita a una cena tra cugini. Sebastian va poi nella stanza dove stava l'uomo legato, che si scopre essere il vero Sebastian.
Simon intanto cerca di capire cosa sia successo la notte prima e torna sulla scena del crimine, dove viene arrestato dall'ignara partner mondana di Luke, la quale gli rivela anche che la causa della morte sono morsi sui piedi. Simon capisce di non aver ucciso la ragazza, poiché i morsi sono ai piedi che a Simon hanno fatto sin da piccolo ribrezzo, e ritorna sulla scena del crimine dove vede Quinn bere sangue da una ragazza ai piedi, capendo chi era in realtà l'assassino. In una lotta Simon colpisce Quinn al cuore con un paletto uccidendolo.
Magnus ha un flashback della notte in cui ha trovato sua madre morta e lo racconta ad Alec. Il vero Sebastian (che è scappato dalla stanza del falso Sebastian) cerca aiuto, ma l'impostore lo uccide. Simon dice a Clary che saranno sempre amici, ma che ha bisogno di tempo.
Finalmente è arrivato il momento di trasferire Valentine a Idris, ma durante il trasferimento l'uomo riesce a fuggire grazie al finto Sebastian, che ha corrotto una guardia. L'episodio termina con un essere grottesco senza pelle (la vera forma del falso Sebastian) che chiama "padre" Valentine. Sebastian è quindi Jonathan, figlio di Valentine e Jocelyn con sangue demoniaco.
- Ascolti USA: 0,46 milioni[19]

## Il giorno dell'espiazione
- Titolo originale: Day of Atonement
- Diretto da: Paul Wesley
- Scritto da: Peter Binswanger

### Trama
Sebastian interroga suo padre Valentine accusandolo di averlo mandato via ad Edom, regno dei demoni, per paura del suo sangue demoniaco.
Nel frattempo, all'Istituto Jace tenta di parlare con Clary su quello che è accaduto alla Corte Seelie, ma lei si rifiuta. Jace pensa che Valentine probabilmente si nasconde a Idris nello chalet di montagna vicino al lago, dove aveva trascorso pochi anni della sua infanzia con suo padre. Clary inaspettatamente crea un portale attraverso una runa che può portarli lì. Entrambi finiscono in un lago molto pericoloso poiché chi beve la sua acqua soffre di allucinazioni. Mentre stanno camminando nella foresta, Clary si rende conto che ha perso lo stilo nel lago e torna a cercarlo con Jace che però perde di vista. Clary, avendo bevuto precedentemente l'acqua, inizia ad avere allucinazioni e vede l'angelo Ithuriel che le dice che Jonathan è vivo.
Nel frattempo Alec, grazie alla runa parabatai, capisce che Jace è in difficoltà e ha bisogno del suo aiuto. Lui e Isabelle scoprono che Clary e Jace sono andati in qualche modo a Idris e quindi con l'aiuto di suo padre manda Isabelle a cercarli. Il padre di Alec gli rivela che il Clave ha mentito sulla spada dell'anima poiché non è stata ancora ritrovata.
Isabelle trova Jace e gli dice che bere l'acqua dal lago può causare allucinazioni e pazzia. Entrambi trovano Clary, e dopo che Jace la guarisce attivando una runa senza il suo stilo, insieme cercano lo chalet, ma lo trovano deserto, poiché Sebastian e Valentine erano già andati via. Jace trova l'agenda che il padre teneva nascosta, la apre e vede tabelle con i diversi comportamenti dei piccoli Jace Herondale e Jonathan Morgenstern.
Sebastian, colpito da quello che gli aveva detto il padre nello chalet, decide di averlo come alleato e cenano insieme tornati a New York.
Clary, resasi conto che la visione dell'angelo non era un'allucinazione e visto il quaderno che ha Jace, si rende conto che il suo vero fratello è ancora vivo.
- Ascolti USA: 0,59 milioni[20]

## Un oscuro riflesso
- Titolo originale: A Dark Reflection
- Diretto da: Jeffrey Hunt
- Scritto da: Hollie Overton

### Trama
Sebastian/Jonathan, alleato con Valentine, tortura sorella Cleophas affinché attivi la spada dell'anima, ma lei si rifiuta e dice di non esserne capace. I due decidono allora di cercare il terzo strumento mortale, lo Specchio Mortale, in modo da poter invocare l'angelo Raziel ed esprimere il desiderio di creare un mondo puro di angeli senza Nascosti.
Jonathan e Valentine scoprono che Jocelyn ha affidato a uno stregone un simbolo che può rintracciare lo specchio. Il simbolo è tatuato sul braccio dello stregone e in questo modo i due lo trovano e lo torturano. Lo stregone non cede e si suicida affidando il simbolo a Dot. Dot capisce che deve essere successo qualcosa e avvisa Jace e Clary, che vanno a controllare, e trovano il cadavere dello stregone. Subito si rendono conto che è stato Jonathan e lui lì presente sotto forma di Sebastian sente le loro opinioni sul da farsi.
Clary dice a Sebastian che per lei Jonathan merita un’occasione in quanto suo fratello, e lui la bacia.
Dot riesce a rintracciare la posizione dello Specchio e, una volta preso, i tre vengono attaccati da Jonathan. Clary tenta di convincerlo a unirsi a loro, ma Dot apre un portale salvando lo specchio, Clary e Jace.
Luke, attraverso un messaggio di fuoco della sorella, scopre che il Clave ha mentito sulla spada dell'anima e lo dice a Magnus. Magnus è furioso con Alec, che gli ha mentito, e si schiera con la Regina Seelie.
Isabelle e Simon allenano Max che diventa sempre più bravo e lei convince Maia a dare una possibilità a Simon. 
Max, diventato bravo con le rune di rintracciamento, scopre che Sebastian è Jonathan e va da lui per affrontarlo.
- Ascolti USA: 0,60 milioni[21]

## Risveglio o dannazione eterna
- Titolo originale: Awake, Arise, or Be Forever Fallen
- Diretto da: Amanda Row
- Scritto da: Jamie Gorenberg

### Trama
Max è in coma dopo l'attacco di Jonathan e l'Istituto viene messo in quarantena quando diventa chiaro che Jonathan è penetrato all'interno.
Magnus e Luke si incontrano con la Regina Seelie, che propone un'alleanza di Nascosti contro Valentine, anche se significa avviare una guerra con gli Shadowhunters. Luke rifiuta immediatamente, mentre a Magnus viene concesso del tempo per decidere. Dopo lunghe riflessioni, lo stregone sceglie di servire il suo popolo, motivo per cui, dopo aver confessato il suo amore, lascia Alec. Nel frattempo, grazie all'intervento di Magnus e del fratello silente, Max si risveglia dal coma.
Un ex membro del clan di Luke aggredisce un ragazzo di nome Bat, che così subisce la trasformazione a lupo mannaro. A introdurlo nel mondo dei Nascosti sono Maia e Simon, che nel frattempo hanno iniziato ad uscire insieme. Luke, infuriato con il lupo che ha aggredito Bat, lo affronta e dopo aver vinto l'incontro diventa l'unico capo del clan di New York. A loro insaputa, i licantropi vengono spiati dalla collega Mondana di Luke.
Jonathan ruba lo Specchio mortale. Clary scopre che Sebastian è Jonathan e riesce a recuperare lo specchio prima che Jonathan scappi via dall'istituto. Attraverso una runa Clary cerca di bloccare i poteri dello specchio mortale, come aveva fatto precedentemente con la Spada dell'anima, ma lo distrugge. Clary si rende conto, interpretando le visioni che ha durante la notte, che il vero specchio mortale è il Lago Lyn.
- Ascolti USA: 0,63 milioni[22]

## Salute e addio
- Titolo originale: Hail and Farewell
- Diretto da: Matt Hastings
- Scritto da: Bryan Q. Miller

### Trama
Jonathan sa che è stato smascherato dagli Shadowhunters, che adesso gli danno la caccia. Quando Jace, Clary e Izzy arrivano al suo appartamento, Jonathan è già scomparso, lasciando dietro di sé i resti del vero Sebastian Verlac. Tornando all'Istituto, i tre Shadowhunters dicono all'Inquisitore che lo specchio è in realtà il lago Lynn. L'Inquisitore annuncia che metterà il Console Malachi al comando di una squadra per proteggerlo.
Magnus convoca Raphael e Luke per informarli che ora il Mondo Nascosto è rappresentato dalla Regina delle Fate, che intende cacciare Valentine a modo suo, anche violando gli Accordi. La Regina ribadisce le sue intenzioni anche al Consiglio con i Nascosti all'Istituto di fronte ai rappresentanti degli Shadowhunters.
Clary capisce che il potere angelico di Jace accoppiato con il suo può rintracciare Jonathan. Il processo, che richiede una certa dose di contatto fisico, fa capire ai ragazzi i forti sentimenti da cui sono legati. Jace, Clary, Alec e Izzy trovano il luogo in cui Jonathan si nasconde, quest'ultimo cattura Jace e lo trascina via con lui, come regalo per Valentine. Simon rivela a Clary di aver baciato Maia e la ragazza è molto felice per lui, ma gli chiede allo stesso tempo di far ragionare la Regina.
Jace, provocando Jonathan, riesce ad attirarlo in una lotta, che vince, trafiggendo il suo cuore e lanciandolo nelle acque del fiume. Più tardi, all'Istituto, mentre Clary aiuta Jace a curare le ferite, i due si baciano.
Nel frattempo la Regina delle Fate, incontra Valentine e stringe un accordo con lei per poter raggiungere Idris e l'ultimo strumento mortale. 
- Ascolti USA: 0,60 milioni[23]

## Ad acque tranquille
- Titolo originale: Beside Still Water
- Diretto da: Matt Hastings
- Scritto da: Todd Slavkin e Darren Swimmer

### Trama
Jonathan, morente, usa il suo ultimo soffio di vita per disegnare un pentagramma ed aprire un varco con gli inferi.
Simon e Luke vanno dalla Regina delle Fate per trovare Maia. Luke lascia Simon a discutere privatamente con la regina, che ammette di aver permesso a Valentine di andare a Idris, mentre Luke va alla ricerca. Quando la ritrovano, la regina accetta stranamente di lasciarli andare.
Dopo aver cercato inutilmente di uccidere un demone per le strade di New York, Clary apre un portale e va ad Idris con Jace. Qui trovano il console Malachi e le guardie del lago Lyn, che si sono uniti a Valentine. Catturati, riescono a scappare grazie al potere angelico di Jace che attiva le sue rune anche se legato e senza stilo.
Alec chiede a Magnus di aiutarlo a sigillare l'apertura agli inferi da dove i demoni provengono, e lui accetta per salvare vite innocenti, ma quando tornano all'Istituto i demoni sono scomparsi nel nulla senza lasciare tracce.
Jace e Clary arrivano al lago Lyn, dove Valentine li attacca a sorpresa e riesce a pugnalare Jace al cuore, sotto gli occhi di Clary. Jace crolla e dice a Clary di amarla prima di esalare l'ultimo respiro. All'Istituto, il suo parabatai Alec sente un dolore intenso, la sua vita con Jace passa davanti ai suoi occhi, mentre la sua runa di Parabatai si dissolve gradualmente e quando non riesce più a sentire nulla, capisce che Jace è morto.
Clary scoppia in lacrime e mentre Valentine cerca di giustificare il suo atto, lei cerca di colpirlo, ma lui riesce a sopraffarla e la incatena. Quando si risveglia vede Valentine evocare l'angelo Raziel: entra nell'acqua del lago poi lancia gli altri due strumenti mortali, la Coppa e la Spada, nelle sue acque. L'angelo Raziel finalmente appare, rispondendo all'invocazione di Valentine.
Valentine chiede l'immediata eliminazione di tutti i demoni, dei Nascosti e degli Shadowhunters infedeli che li proteggono. L'angelo chiede quindi di versare il suo sangue come sacrificio.
Clary prende lo stilo di Jace per riuscire a liberarsi e giusto in tempo allontana Valentine dal lago e dopo un violento scontro lo pugnala più volte. La Shadowhunter entra nell'acqua del lago versando il suo sangue e Raziel la riconosce e le chiede cosa desidera. La decisione non si fa attendere: Clary chiede all'Angelo di riportare in vita Jace. Raziel accetta.
Alec, Izzy e Magnus arrivano alla riva del lago e vedono Valentine morto e Jace vivo, ma quest'ultimo non fornisce nessuna spiegazione dato che teme le inevitabili conseguenze del suo ritorno dal mondo dei morti.
Quella sera i Nascosti e gli Shadowhunters si riuniscono per festeggiare la vittoria su Valentine. Maia e Simon si riconciliano, ma presto Simon deve lasciare la festa con una scusa per recarsi nel mondo delle fate, dove la Regina lo aspetta. Jace e Clary discutono sul perché lui non voglia rivelare come ha fatto a tornare in vita e quando Jace si allontana dal bar, si ritrova a crollare per terra in preda al dolore. Alla festa si presenta anche la partner di Luke, che ha scoperto la sua identità di lupo mannaro grazie a un microfono nascosto. Alec e Magnus, incapaci di vivere uno lontano dall'altro, si riconciliano e si baciano.
Infine, i demoni usciti dal varco degli inferi si radunano per formare un unico essere: Lilith. Ella si avvicina al corpo di Jonathan che sembra morto, per ora. 
- Ascolti USA: 0,59 milioni[24]